# 勅使河原弘晶
勅使河原 弘晶（てしがわら ひろあき、1990年6月3日 - ）は、日本の元プロボクサー。元WBOアジアパシフィックバンタム級王者。第44代OPBF東洋太平洋スーパーバンタム級王者。群馬県佐波郡玉村町出身。三迫ボクシングジム所属。かつては輪島功一スポーツジムに所属していた。

## 概要
中間距離での目の良さを活かしたディフェンスとガードをやや下げた状態からのスナッピーなジャブが持ち味。特徴的な金髪を靡かせ、「金色夜叉」の異名を持つ。

## 来歴
2011年7月28日、プロデビュー戦で田畑直門とバンタム級4回戦を行い、3回2分18秒TKO勝ちを収めた。プロデビューから2020年までの26戦を全て東京後楽園ホールで試合をしている。
2012年11月4日、立川雄亮と東日本バンタム級決勝を行い、5回0-3（2者が47-49、46ー49）の判定負けを喫した。
2013年3月27日、小野良祐とバンタム級6回戦を行い、6回3-0（60-55、2者が60-54）の判定勝ちを収めた。
2013年8月12日、澤田京介と54.5 Kg契約6回戦を行い、4回2分58秒TKO勝ちを収めた。9月9日、東日本ボクシング協会の2013年8月度月間新鋭賞に選出された。
2013年11月1日、DANGANスペシャルA級トーナメントバンタム級準決勝で佐藤鋼太と対戦し、6回3-0（2者が59-55、59-54）の判定勝ちを収め決勝に進出した。
2014年1月17日、DANGANスペシャルA級トーナメントバンタム級決勝で中川雄太と対戦する予定だったが勅使河原が棄権したため試合は中止となり、規定により中川が優勝、勅使河原が準優勝になった。
2014年12月8日、相川学己とスーパーバンタム級8回戦を行い、8回3-0（79-72、2者が80-71）の判定勝ちを収めた。
2015年7月17日、坂本英生と54.0 Kg契約8回戦を行い、8回0-1（2者が76-76、74-77）の判定で引き分けた。
2015年12月14日、濱田修士とバンタム級8回戦を行い、7回17秒TKO勝ちを収めた。
2016年3月18日、「DANGAN157」で渡辺健一とバンタム級8回戦を行い、初回1分22秒TKO勝ちを収めた。
2016年7月28日、「ダイヤモンドグローブ」で宇津見義広と54.5kg契約8回戦を行い、8回3-0（77-75、2者が78-74）の判定勝ちを収めた。
2016年10月11日、「ダイナマイトパンチ102」で赤穂亮と54.0 Kg契約10回戦を行い、10回1-2（95-94、94-95、94-97）の判定負けを喫した。
2017年4月10日、「DANGAN179」でジュニー・サロガオルとスーパーバンタム級8回戦を行い、2回46秒TKO勝ちを収めた。
2017年6月19日、「A-sign.Bee4」で栗原慶太とバンタム級8回戦を行い、5回2分6秒TKO勝ちを収めた。
2017年10月12日、WBOアジア太平洋バンタム級王者のジェトロ・パブスタンと対戦し、10回2分52秒TKO勝ちを収め王座獲得に成功した。
2018年2月8日、ジェイソン・カノイ（フィリピン）と対戦し、12回3-0（2者が115-113、116-112）の判定勝ちを収め初防衛に成功した。
2018年6月14日、WBOアジア太平洋バンタム級4位帝里木下（千里馬神戸）と対戦し、5回2分41秒KO勝ちを収め2度目の防衛に成功した。
2018年9月25日、WBOアジアパシフィックバンタム級王座を返上した。
2018年10月11日、OPBF東洋太平洋スーパーバンタム級9位グレン・サミンギット（フィリピン）とOPBF東洋太平洋スーパーバンタム級王座決定戦を行い、5回1分10秒KO勝ちを収め、王座を獲得した。
2019年2月14日、同級7位の入口裕基（エスペランサ）と対戦し、8回1分56秒TKO勝ちを収め初防衛に成功した。
2019年8月8日、後楽園ホールで元日本バンタム級王者でWBC世界スーパーバンタム級15位・OPBF東洋太平洋同級3位の大森将平（Woz）と対戦し、12回2分36秒TKO勝ちを収め、2度目の防衛に成功した。
2019年12月12日、OPBF東洋太平洋スーパーバンタム級15位の川島翔平（真正）と対戦し、5回3分9秒KO勝ちを収め、3度目の防衛に成功した。
2020年8月11日、師匠である輪島功一がかつて所属していた三迫ボクシングジムへの移籍が発表された。
2020年10月8日、OPBF東洋太平洋スーパーバンタム級15位の河村真吾と対戦し、6回1分40秒TKO勝ちを収め、4度目の防衛に成功した。
2021年12月11日、カリフォルニア州の ディグニティ・ヘルス・スポーツ・パーク・テニスコートで行われたIBF世界スーパーバンタム級挑戦者決定戦でWBO世界スーパーバンタム級9位の元WBO世界バンタム級王者マーロン・タパレス（フィリピン）と対戦したが、タパレスから計3度のダウンを奪われ、2回6秒のKO負けを喫しムロジョン・アフマダリエフへの挑戦権を獲得出来なかった。
2022年4月30日、現役引退を発表した。
2024年2月13日、ソウルオリンピック日本代表山田渉の次女でセレスジム所属プロボクサーでもある山田夏冴と結婚を発表。

## 戦績
- プロボクシング - 27戦22勝（15KO）3敗2分

| 戦           | 日付           | 勝敗 | 時間     | 内容    | 対戦相手                           | 国籍       | 備考                                                  |
| ------------ | -------------- | ---- | -------- | ------- | ---------------------------------- | ---------- | ----------------------------------------------------- |
| 1            | 2011年7月28日  | ☆    | 3R 2:18  | TKO     | 田畑直門（角海老宝石）             | 日本       | プロデビュー戦                                        |
| 2            | 2011年11月25日 | ☆    | 2R 2:17  | TKO     | 住友将吾（RK蒲田）                 | 日本       |                                                       |
| 3            | 2012年4月17日  | ☆    | 4R       | 判定2-0 | 笹森雄人（青木）                   | 日本       | 2012年東日本バンタム級新人王予選                      |
| 4            | 2012年6月29日  | △    | 4R       | 判定1-0 | 錨吉人（SRS）                      | 日本       | 2012年東日本バンタム級新人王予選 優勢点で準々決勝進出 |
| 5            | 2012年8月7日   | ☆    | 3R 1:31  | TKO     | 中村量（野口）                     | 日本       | 2012年東日本バンタム級新人王準々決勝                  |
| 6            | 2012年9月27日  | ☆    | 4R       | 判定3-0 | コラレス・カワシモ（レイスポーツ） | 日本       | 2012年東日本バンタム級新人王準決勝                    |
| 7            | 2012年11月4日  | ★    | 4R       | 判定0-3 | 立川雄亮 (ピューマ渡久地)          | 日本       | 2012年東日本バンタム級新人王決勝                      |
| 8            | 2013年3月27日  | ☆    | 6R       | 判定3-0 | 小野良祐（国際）                   | 日本       |                                                       |
| 9            | 2013年8月12日  | ☆    | 4R 2:58  | TKO     | 澤田京介（JBS）                    | 日本       |                                                       |
| 10           | 2013年11月1日  | ☆    | 6R       | 判定3-0 | 佐藤鋼太（協栄）                   | 日本       | A級トーナメントバンタム級準決勝                       |
| 11           | 2014年12月8日  | ☆    | 8R       | 判定3-0 | 相川学己（三迫）                   | 日本       |                                                       |
| 12           | 2015年7月17日  | △    | 8R       | 判定1-0 | 坂本英生（フジタ）                 | 日本       |                                                       |
| 13           | 2015年12月14日 | ☆    | 7R 0:17  | TKO     | 濱田修士（REBOOT）                 | 日本       |                                                       |
| 14           | 2016年3月18日  | ☆    | 1R 1:22  | TKO     | 渡辺健一（ドリーム）               | 日本       |                                                       |
| 15           | 2016年7月28日  | ☆    | 8R       | 判定3-0 | 宇津見義広（ヨネクラ）             | 日本       |                                                       |
| 16           | 2016年10月11日 | ★    | 10R      | 判定1-2 | 赤穂亮（横浜光）                   | 日本       |                                                       |
| 17           | 2017年4月10日  | ☆    | 2R 0:46  | TKO     | ジュニー・サロガオル               | フィリピン |                                                       |
| 18           | 2017年6月19日  | ☆    | 5R 2:06  | TKO     | 栗原慶太（一力）                   | 日本       |                                                       |
| 19           | 2017年10月12日 | ☆    | 10R 2:52 | TKO     | ジェトロ・パブスタン               | フィリピン | WBOアジアパシフィックバンタム級タイトルマッチ         |
| 20           | 2018年2月8日   | ☆    | 12R      | 判定3-0 | ジェイソン・カノイ                 | フィリピン | WBOアジアパシフィック王座防衛1                        |
| 21           | 2018年6月14日  | ☆    | 5R 2:41  | TKO     | 帝里木下（千里馬神戸）             | 韓国       | WBOアジアパシフィック王座防衛2                        |
| 22           | 2018年10月11日 | ☆    | 5R 1:10  | KO      | グレン・サミンギット               | フィリピン | OPBF東洋太平洋スーパーバンタム級王座決定戦            |
| 23           | 2019年2月14日  | ☆    | 8R 1:56  | TKO     | 入口裕貴（エスペランサ）           | 日本       | OPBF王座防衛1                                         |
| 24           | 2019年8月8日   | ☆    | 12R 2:36 | TKO     | 大森将平（ウォズ）                 | 日本       | OPBF王座防衛2                                         |
| 25           | 2019年12月12日 | ☆    | 5R 3:09  | KO      | 川島翔平（真正）                   | 日本       | OPBF王座防衛3                                         |
| 26           | 2020年10月8日  | ☆    | 6R 1:40  | TKO     | 河村真吾（ミツキ）                 | 日本       | OPBF王座防衛4                                         |
| 27           | 2021年12月12日 | ★    | 2R 0:06  | KO      | マーロン・タパレス                 | フィリピン | IBF世界スーパーバンタム級挑戦者決定戦                 |
| テンプレート |                |      |          |         |                                    |            |                                                       |

## 獲得タイトル
- DANGANスペシャルA級トーナメントバンタム級準優勝
- WBOアジア太平洋バンタム級王座（防衛2=返上）
- OPBF東洋太平洋スーパーバンタム級王座（防衛4=返上）

## 出演

### バラエティー番組
- 八方・陣内・方正の黄金列伝（読売テレビ、2018年8月25日分）